# Sommar i Sverige

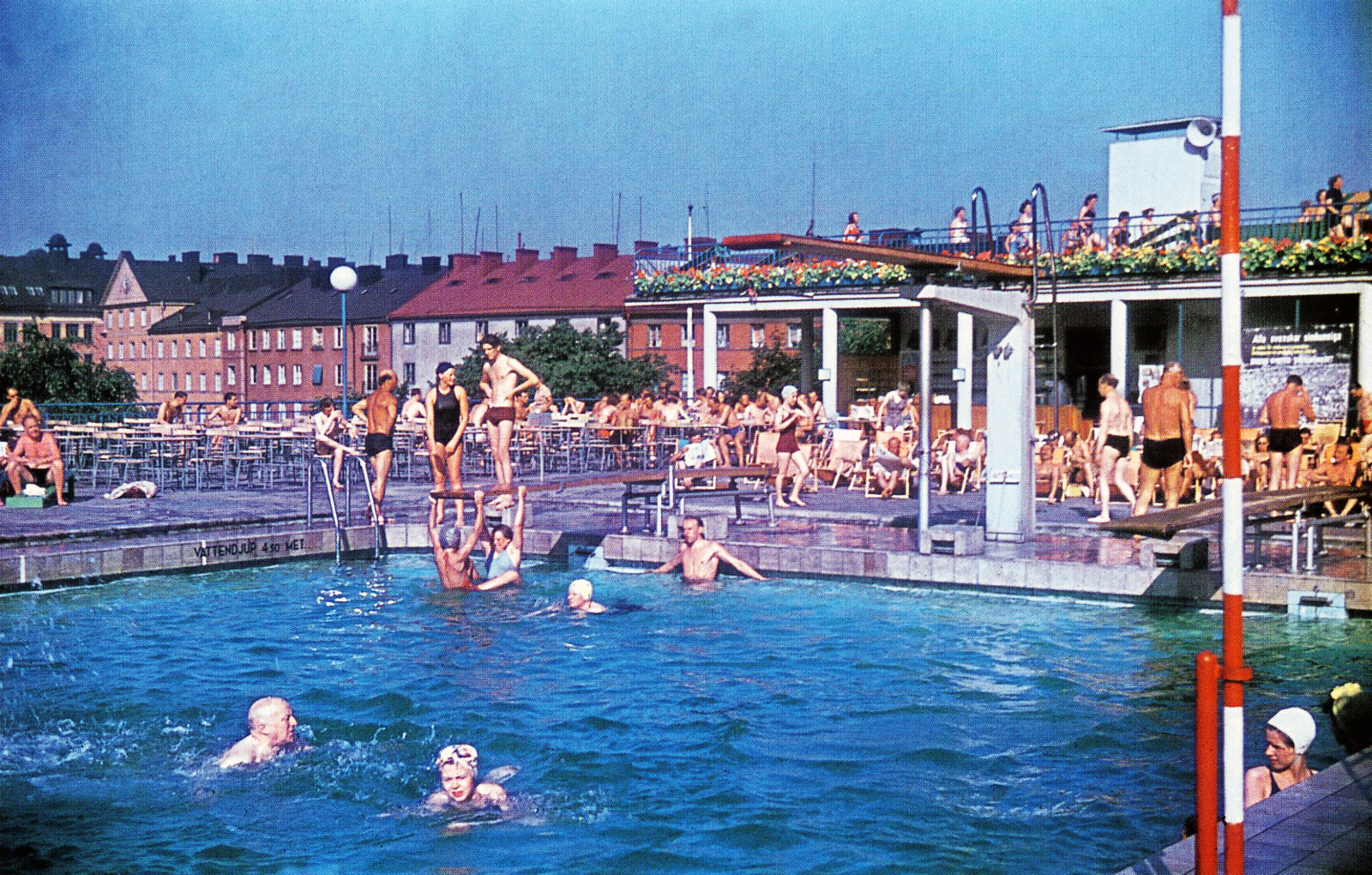
Utomhusbad vid Vanadisbadet i Stockholm 1938.

Sommar i Sverige avser vanligtvis perioden juni-augusti, och enligt SMHI:s meteorologiska definition råder sommar då en dygnsmedeltemperatur på minst + 10 grader Celsius uppstått. Den svenska sommaren markerar högsäsong för många utomhusaktiviteter, bland annat allsång, fritidsbåtliv, camping, fotboll och musikfestivaler. Samtidigt är skolorna igenstängda. Två veckors semester lagstadgades i Sverige 1938. Antalet semesterveckor utökades under 1900-talet, och förutom julen är det främst om somrarna som längre semesterperioder tas ut.
Eftersom många familjer reser bort under sommaren har bostadsinbrott blivit ett av årstidens problem.
Under 1990-talet och 2000-talets första decennium noterades en mindre förskjutning av det som tidigare var den så kallade industrisemestern från juli till augusti, vilket lett till att tillståndet blivit mer likt det som råder på många håll i Sydeuropa, där augusti är den stora semestermånaden.
Synen på Sverige som en plats med kallt klimat och korta somrar ur ett internationellt perspektiv, har lett till att sommaren och framför allt drömmen om en fin sommar blivit ett vanligt tema i svensk kultur, och det är vanligt att en regnig sommar leder till besvikelse över vädret. Fyra varmare svenska somrar som etsat sig fast i folkminnet inträffade 1959, 1994, 2014  samt 2018. 
Midsommaren infaller i juni, och markerar årets ljusaste tid.
I det gamla bondesamhället markerades sommarens början med 1 maj, som var dagen då djuren släpptes ute på bete.

## Sommarens normala ankomst till Sverige enligt SMHI:s definition
- Göteborg: 7 maj (först ut i landet)
- Malmö: 8 maj
- Stockholm: 13 maj
- Östersund: 29 maj
- Kiruna: 18 juni
- Riksgränsen: 11 juli (sist ut i landet)

### Fotnoter
1. ↑  ”Sommar”. SMHI. 28 oktober 2011. http://www.smhi.se/kunskapsbanken/meteorologi/sommar-1.1084. Läst 16 september 2014.
2. ↑  Henrietta Johansson (8 juni 2009). ”Dagens slappa lov har rötter i bondesamhällets barnarbete”. Sydsvenskan. Arkiverad från originalet den 10 mars 2016. https://web.archive.org/web/20160310003759/http://www.sydsvenskan.se/inpa-livet/dagens-slappa-lov-har-rotter-i-bondesamhallets-barnarbete/. Läst 16 september 2014.
3. ↑  ”Äntligen semester, semester, semester...”. Sveriges Radio. 20 juni 2013. Arkiverad från originalet den 17 september 2014. https://web.archive.org/web/20140917021911/http://sverigesradio.se/sida/artikel.aspx?programid=1602&artikel=3788299. Läst 16 september 2014.
4. ↑  ”Tips kring bostadsinbrott under sommaren”. Tyresö kommun. 24 juni 2014. Arkiverad från originalet den 16 september 2014. https://archive.is/20140916144845/http://www.tyreso.se/Kommun_demokrati/Trygg-och-saker/Brottsforebyggande-arbete/Nyhetslista_Brottsforebyggande/Hur-forebyggs-bostadsinbrott-under-sommaren/. Läst 16 september 2014.
5. ↑  ”Sommar, sol och semester”. Amesto. 24 juni 2014. Arkiverad från originalet den 16 september 2014. http://archive.is/2014.09.16-144831/http://www.amesto.se/Oversattning/Aktuellt/Sommar-sol-och-semester/. Läst 16 september 2014.
6. ↑  Hans Kronbrink (4 januari 2009). ”Det heta och kalla 1959”. Dagens nyheter. http://www.dn.se/kultur-noje/film-tv/det-heta-och-kalla-1959/. Läst 16 september 2014.
7. ↑  ”Varmt, varmare, varmast”. Weatherpal. Arkiverad från originalet den 25 juli 2014. https://web.archive.org/web/20140725172626/http://www.weatherpal.se/artiklar/Varmt_varmare_varmast-8890. Läst 16 september 2014.
8. ↑  ”Första maj”. Nordiska museet. https://www.nordiskamuseet.se/utforska/hogtider/forsta-maj/. Läst 16 september 2014.